# صندل‌سانان
صندل‌سانان (Santalales) یکی از راسته‌های گیاهان است.
صندل‌سانان راسته‌ای از گیاهان گلدار با گونه‌هایی اغلب انگلی یا نیمه‌انگلی هستند که در همهٔ نقاط جهان به‌ویژه در نواحی گرمسیری و نیمه‌گرمسیری می‌رویند.